# Peter Bennett
Peter Bennett (Hillingdon, 24 giugno 1946 – Hillingdon, 22 marzo 2024) è stato un calciatore inglese, di ruolo centrocampista.

## Carriera
Tra il 1961 ed il 1963 ha giocato nelle giovanili del West Ham Utd, con cui nella stagione 1962-1963 ha anche vinto una FA Youth Cup. Nel corso della stagione 1963-1964 viene aggregato alla prima squadra e, all'età di 17 anni, esordisce tra i professionisti, in una partita della prima divisione inglese; disputa un'ulteriore partita nella stagione 1964-1965, mentre nella stagione 1965-1966 gioca 9 partite di campionato e segna la sua prima rete in carriera in campionati professionistici. Segna poi una rete in 8 presenze nella stagione 1966-1967, mentre nel biennio 1967-1969 gioca complessivamente sole 4 partite di campionato (3 nella stagione 1967-1968 ed una nella stagione 1968-1969). Nella stagione 1969-1970 disputa poi 12 partite senza mai segnare, ed infine nella stagione 1970-1971 dopo un gol in 8 presenze (grazie a cui arriva ad un totale di 43 presenze e 3 reti in carriera nella prima divisione inglese) passa a stagione in corso al Leyton Orient, club di seconda divisione, con cui fatto salvo un periodo in prestito ai St. Louis Stars (con i quali nel 1977 mette a segno 2 reti in 22 presenze nella NASL) gioca ininterrottamente fino alla fine della stagione 1978-1979, per un totale di 199 presenze e 13 reti in incontri di campionato con il club londinese (tutti in seconda divisione).
In carriera ha totalizzato complessivamente 242 presenze e 16 reti nei campionati della Football League (tutti tra prima e seconda divisione).

## Palmarès

### Club

#### Competizioni giovanili
- FA Youth Cup: 1

West Ham:1962-1963

#### Competizioni nazionali
- Coppa d'Inghilterra: 1

West Ham: 1963-1964
- Charity Shield: 1

West Ham: 1964

#### Competizioni internazionali
- Coppa delle Coppe: 1

West Ham: 1964-1965